# 차바카노어 위키백과

차바카노어 위키백과는 차바카노어로 운영되는 위키백과 언어판이다. 기호는 cbk-zam이다.